# Einhard II. von Katzenellenbogen

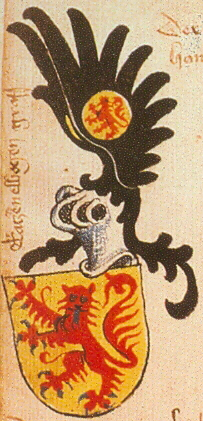
Familienwappen im Ingeram-Codex

Einhard II. von Katzenellenbogen, († 23. Februar 1067) auch als Eginhard bekannt, war seit 1056 Abt des Klosters Limburg und Bischof von Speyer von 1060 bis 1067.
Er stammte aus dem Geschlecht der Grafen von Katzenelnbogen. Im November 1061 soll er für Agnes von Poitou in Speyer die Schleiernahme vollzogen haben.